# Coccomyces dentatus
Coccomyces dentatus är en svampart som först beskrevs av J.C. Schmidt & Kunze, och fick sitt nu gällande namn av Pier Andrea Saccardo 1877. Coccomyces dentatus ingår i släktet Coccomyces och familjen Rhytismataceae.  Utöver nominatformen finns också underarten castaneae.

## Källor

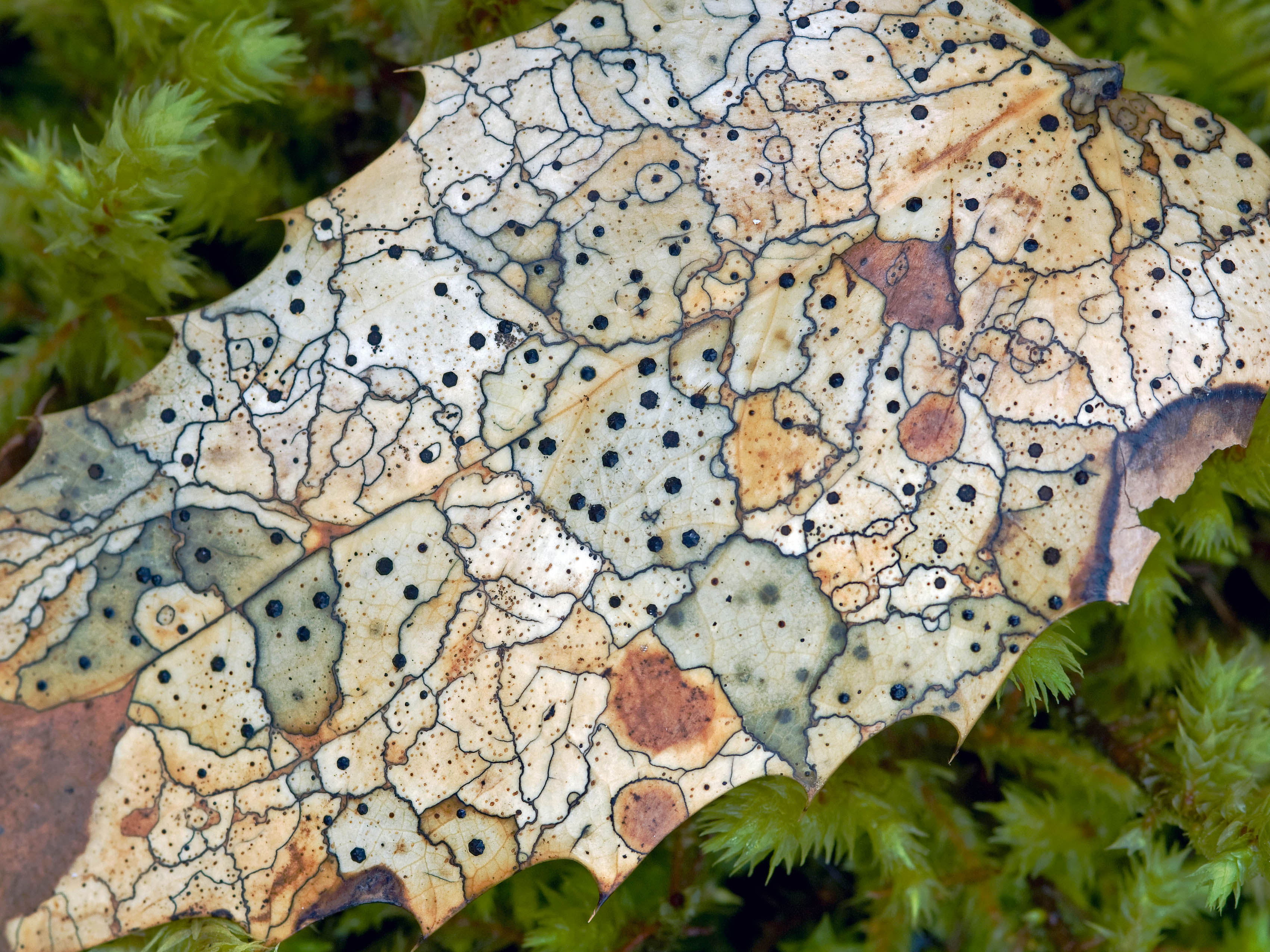
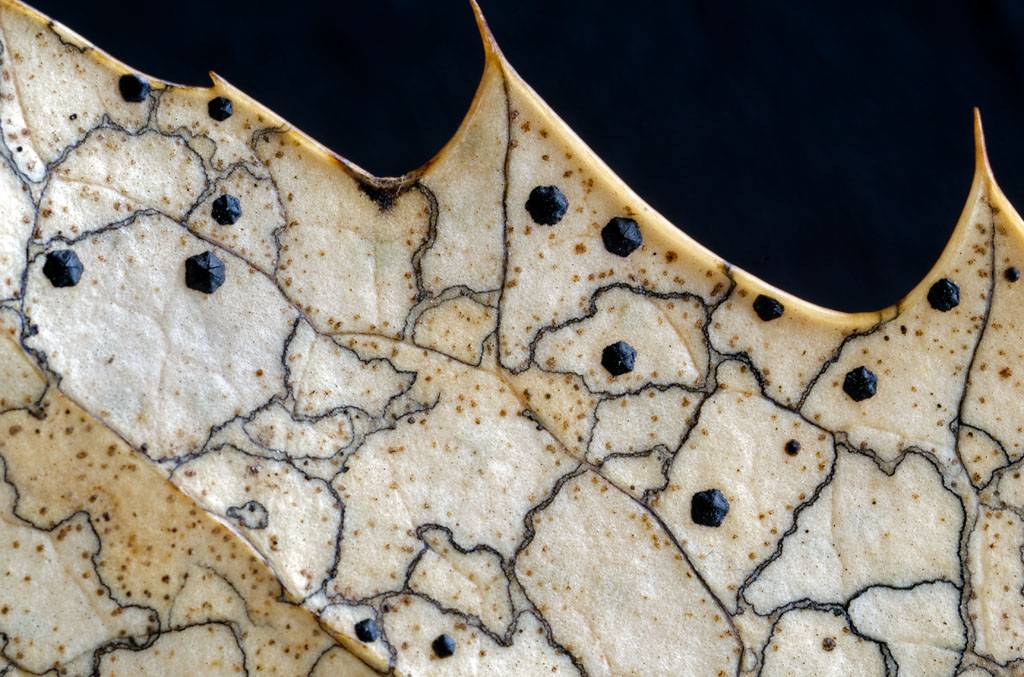
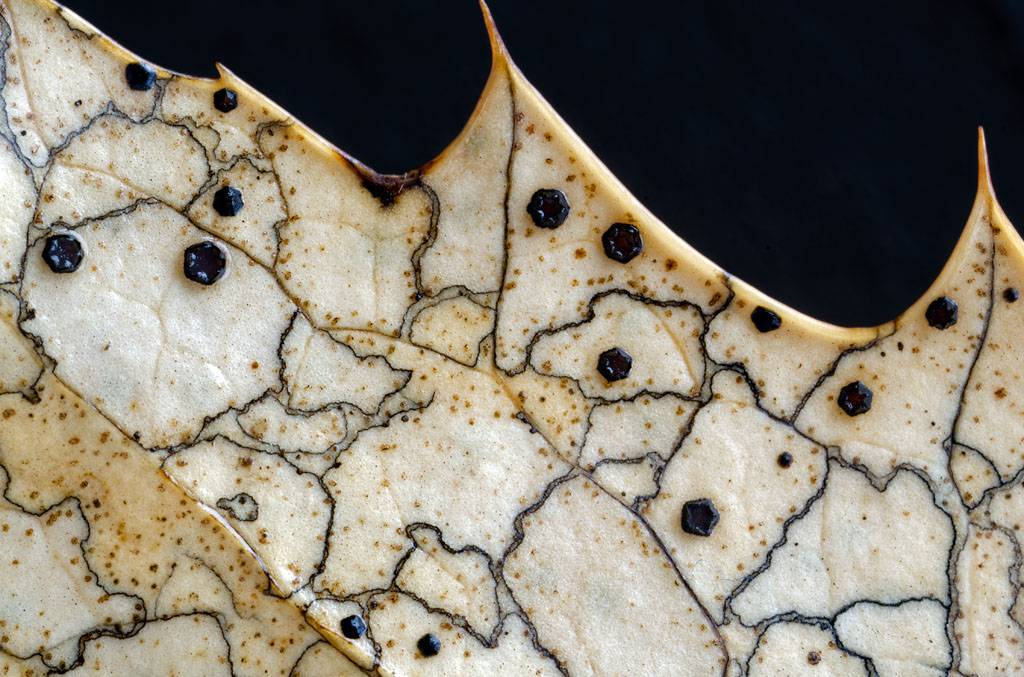
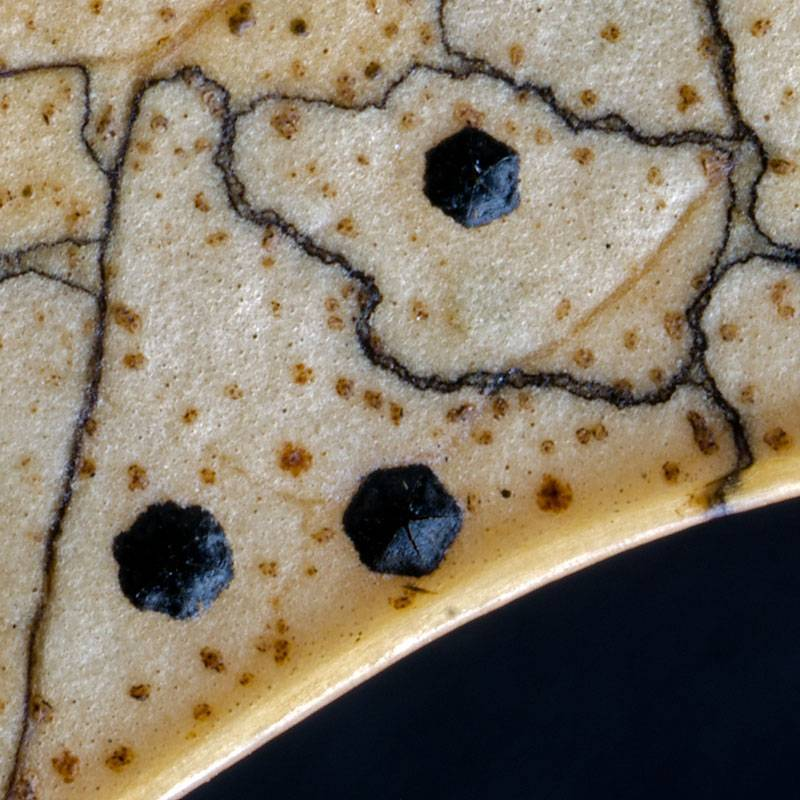
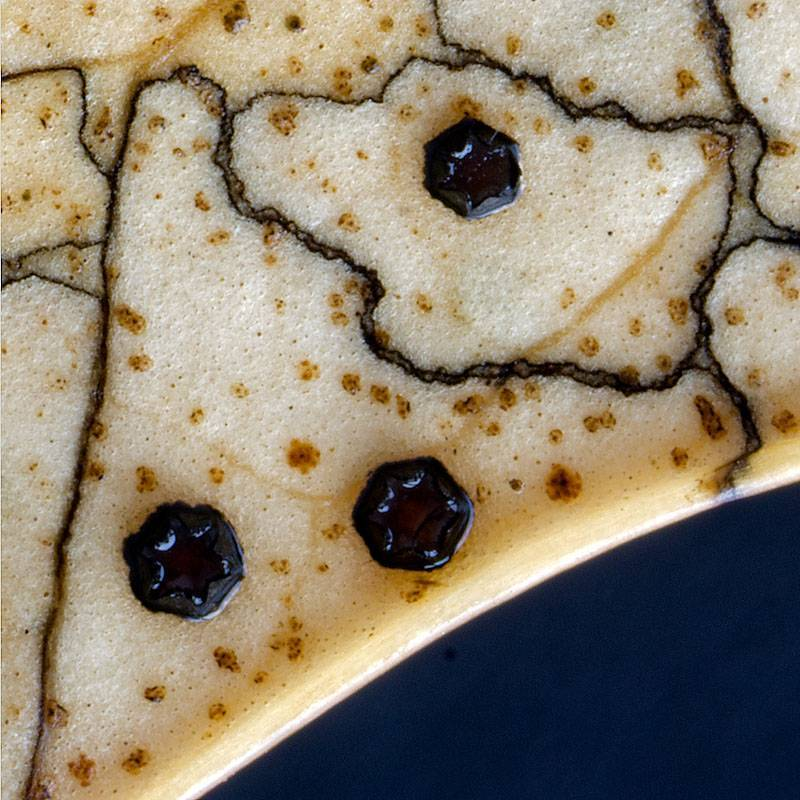
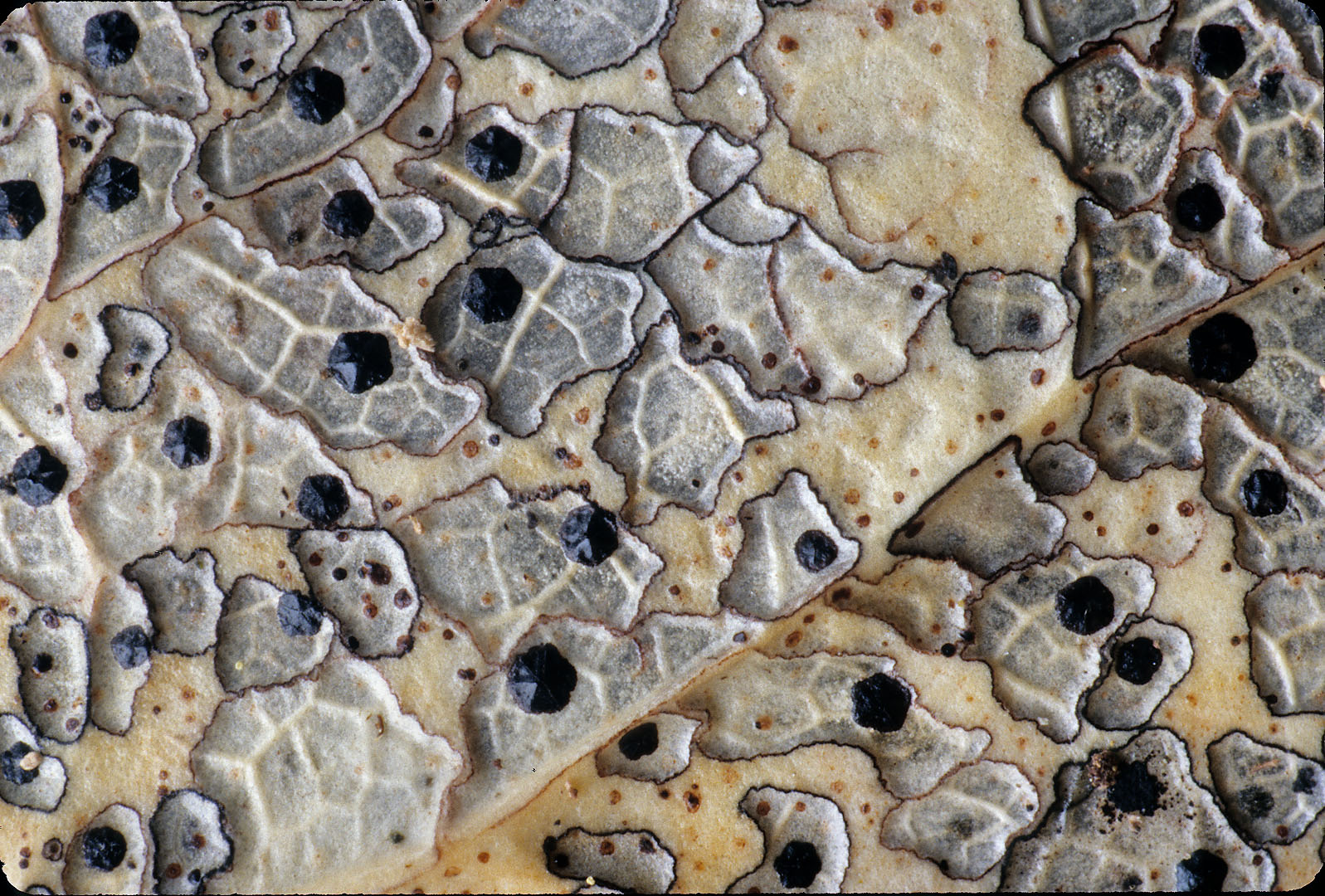